# Husův sbor (Turnov)
Husův sbor v Turnově je sbor (kostel) Církve československé husitské. Postaven byl v letech 1937–1939.

## Vznik sboru
Nově založená náboženská obec Církve československé v Turnově se scházela mezi lety 1920–1924 v katolickém kostele Narození Panny Marie, poté zakoupila vilu Helenu (č. p. 665), v níž zřídila modlitebnu a v níž se také scházela diecézní rada východočeské diecéze Církve československé (v Turnově tehdy působil G. A. Procházka, tehdejší východočeský biskup). V roce 1925 bylo rozhodnuto o přístavbě chrámové lodi s věží ke stávajícímu objektu. Další posun k realizaci přišel ovšem až v roce 1934, kdy vznikl přípravný výbor. Ten vybral návrh architekta Vladimíra Krýše. Základní kámen byl položen v září 1937 a kostel byl slavnostně otevřen v červenci 1939. Od té doby nepřetržitě slouží potřebám místní náboženské obce.

## Popis stavby
Turnovský Husův sbor, nacházející se na nároží ulic Žižkovy a Koněvovy, byl postaven poměrně raritním způsobem – k původní vile Helena je přistavěna funkcionalistická chrámová loď s věží a vše je propojeno v jeden celek. Chrámová loď obdélníkového půdorysu je přistavěna v ose vily, přičemž má speciální střechu tvaru lomeného oblouku s lamelovou konstrukcí, která se pohledově uplatňuje a tvoří zároveň strop. K lodi je směrem do ulice přistavěna předsíň s plochostropým podloubím, na kterou nasedá ustupující část s kůrem, která v centrální části vrcholí hranatou věží. Aby byl dodržen přísně geometrický ráz průčelí, je oblouková střecha lodi při pohledu zpředu (z ulice) kryta zubatým cimbuřím. Stěny interiéru slouží jako kolumbárium. 
Sbor patří mezi nejvýznamnější díla architekta Krýše a je hodnotnou ukázkou moderní architektury. Nabízí se srovnání se semilským sborem Dr. Karla Farského, jenž má stejnou konstrukci střechy, působí ovšem ve srovnání s turnovským sborem expresivnějším dojmem.